# Décès en 843
Décès
- 839
- 840
- 841
- 842
- 843
- 844
- 845
- 846
- 847

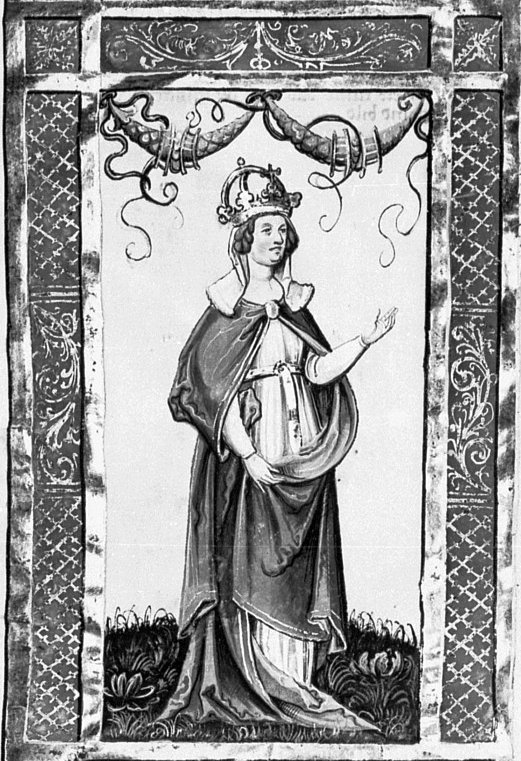
Judith de Bavière, morte en 843.

Cette page dresse une liste de personnalités mortes au cours de l'année 843 :
- 19 avril : Judith de Bavière, 2e épouse de Louis le Pieux.
- 24 juin : Gohard de Nantes,  évêque de Nantes et seigneur de Blain.

- Fujiwara no Otsugu, homme d'État, courtisan et politique japonais de l'époque de Heian.
- Landolf Ier de Capoue, premier gastald de Capoue devenu prince de Capoue.
- Serge le Nicétiate, haut officiel byzantin.
- Máel Ruanaid, roi  d'Uisneach  dans le royaume de Mide.

## Crédit d'auteurs
- Cet article est partiellement ou en totalité issu de l'article intitulé « 843 » (voir la liste des auteurs).